# Jack N. Young
Pour les articles homonymes, voir Young.
Jack Norwood Young, né le 25 septembre 1926 à Fincastle en Virginie et mort le 12 septembre 2018 à Tucson, dans l'Arizona  est un cascadeur et régisseur d'extérieurs américain.

## Biographie
Souvent non crédité au générique, Jack N. Young a travaillé sur de nombreux westerns et films d'aventure entre 1947 et 2006.
On compte parmi les films auxquels il a participé comme cascadeur Winchester 73, Le train sifflera trois fois, Hondo, l'homme du désert, Les Implacables, La Prisonnière du désert, 3 h 10 Pour Yuma, Alamo, La Conquête de l'Ouest et plus de 70 autres films.
Il a aussi travaillé comme régisseur d'extérieurs sur plus de 50 autres films, dont notamment Joe Kidd, Tom Horn et Cannonball 2.
On a pu le voir comme acteur dans le film  Midnight Run (1988) de Martin Brest et dans l'épisode Song of Isaiah de la série télévisée L'Équipée du Poney Express (1992).

## Filmographie

### Au cinéma

#### Comme acteur
- 1988 : Midnight Run de Martin Brest

#### Comme cascadeur
- 1948 : La Dernière Rafale (The Street with No Name) de William Keighley
- 1948 : Trail to Laredo (it) de Ray Nazarro
- 1949 : La Furie des tropiques (Slattery's Hurricane) d'André De Toth
- 1949 : La Charge héroïque (She Wore a Yellow Ribbon) de John Ford
- 1950 : Mort à l'arrivée (D.O.A.) de Rudolph Maté
- 1950 : Panique dans la rue (Panic in the Streets) d'Elia Kazan
- 1950 : Winchester '73 d'Anthony Mann
- 1950 : Rio Grande de John Ford
- 1951 : L'Attaque de la malle-poste (Rawhide) d'Henry Hathaway
- 1951 : Les Hommes-grenouilles The Frogmen) de Lloyd Bacon
- 1951 : Au-delà du Missouri (Across the Wide Missouri) de William A. Wellman
- 1951 : Convoi de femmes (Westward the Women) de William A. Wellman
- 1952 : L'Étoile du destin (Lone Star) de Vincent Sherman
- 1952 : Le train sifflera trois fois (High Noon) de Fred Zinnemann
- 1952 : Duel sans merci (The Duel at Silver Creek) de Don Siegel
- 1952 : La Mission du commandant Lex (Springfield Rifle) d'André De Toth
- 1953 : L'Appât (The Naked Spur) d'Anthony Mann
- 1953 : Quand la poudre parle de Nathan Juran
- 1953 : The Last Posse d'Alfred L. Werker
- 1953 : La Cité des tueurs (City of Bad Men) d'Harmon Jones
- 1953 : Hondo, l'homme du désert (Hondo) de John Farrow
- 1953 : Tempête sous la mer (Beneath the 12-Mile Reef) de Robert D. Webb
- 1954 : L'Étrange Créature du lac noir (Creature from the Black Lagoon) de Jack Arnold
- 1954 : Je suis un aventurier (The Far Country) d'Anthony Mann
- 1955 : La Vénus des mers chaudes (Underwater!) de John Sturges
- 1955 : L'Homme qui n'a pas d'étoile (Man without a Star) de King Vidor
- 1955 : L'Homme de la plaine (The Man from Laramie) d'Anthony Mann
- 1955 : Les Implacables (The Tall Men) de Raoul Walsh
- 1956 : Le Conquérant (The Conqueror) de Dick Powell
- 1956 : La Prisonnière du désert (The Searchers) de John Ford
- 1956 : La Loi de la prairie (Tribute to a Bad Man) de Robert Wise
- 1956 : The Broken Star de Lesley Selander
- 1956 : La première balle tue (The Fastest Gun Alive) de Russell Rouse
- 1956 : Tonnerre sur l'Arizona (Thunder Over Arizona) de Joseph Kane
- 1956 : La Dernière Caravane (The Last Wagon) de Delmer Daves
- 1956 : Le Roi et Quatre Reines (The King and Four Queens) de Raoul Walsh
- 1957 : Jesse James, le brigand bien-aimé (The True Story of Jesse James) de Nicholas Ray
- 1957 : Le Fort de la dernière chance (The Guns of Fort Petticoat) de George Marshall
- 1957 : Règlements de comptes à OK Corral (Gunfight at the O.K. Corral) de John Sturges
- 1957 : Le Survivant des monts lointains (Night Passage) de James Neilson
- 1957 : 3h10 pour Yuma (3:10 to Yuma) de Delmer Daves
- 1957 : Quarante tueurs (Forty Guns) de Samuel Fuller
- 1957 : Du sang dans le désert d'Anthony Mann
- 1957 : La Cité disparue (Legend of the Lost) d'Henry Hathaway
- 1958 : Libre comme le vent (Saddle the Wind) de Robert Parrish
- 1958 : Le Trésor du pendu (The Law and Jake Wade) de John Sturges
- 1958 : L'Aventurier du Texas (Buchanan Rides Alone) de Budd Boetticher
- 1958 : L'Homme de l'Ouest (Man of the West) d'Anthony Mann
- 1959 : Rio Bravo d'Howard Hawks
- 1959 : Les Cavaliers (The Horse Soldiers) de John Ford
- 1959 : L'Aventurier du Rio Grande (The Wonderful Country) de Robert Parrish
- 1960 : Alamo (The Alamo) de John Wayne
- 1961 : Les Désaxés (The Misfits) de John Huston
- 1961 : Les Deux Cavaliers (Two Rode Together) de John Ford
- 1961 : New Mexico (The Deadly Companions) de Sam Peckinpah
- 1961 : Les Comancheros (The Comancheros) de Michael Curtiz
- 1962 : La Conquête de l'Ouest d'Henry Hathaway, John Ford et George Marshall
- 1963 : Le Grand McLintock (McLintock!) d'Andrew V. McLaglen
- 1966 : El Dorado d'Howard Hawks
- 1970 : Rio Lobo d'Howard Hawks

#### Comme régisseur d'extérieurs
- 1965 : Représailles en Arizona (Arizona Raiders) de William Witney
- 1968 : Lonesome Cowboys d'Andy Warhol
- 1969 : La Vengeance du Shérif (Young Billy Young) de Burt Kennedy
- 1971 : Deux Hommes dans l'Ouest (Wild Rovers) de Blake Edwards
- 1972 : Les Indésirables (Pocket Money) de Stuart Rosenberg
- 1972 : Libre à en crever (The Legend of Nigger Charley) de Martin Goldman
- 1972 : Joe Kidd de John Sturges
- 1972 : Les Rongeurs de l'apocalypse (Night of the Lepus) de William F. Claxton
- 1972 : Rage de George C. Scott
- 1973 : Guns of a Stranger de Robert Hinkle
- 1973 : The Soul of Nigger Charley de Larry G. Spangler
- 1974 : A Knife for the Ladies de Larry G. Spangler
- 1975 : La Brigade du Texas (Posse) de Kirk Douglas
- 1975 : La Route de la violence (White Line Fever) de Jonathan Kaplan
- 1977 : Un autre homme, une autre chance de Claude Lelouch
- 1981 : Deux cent mille dollars en cavale de Roger Spottiswoode
- 1984 : Kidco de Ron Maxwell
- 1984 : Cannonball 2 de Hal Needham
- 1984 : Flashpoint de William Tannen
- 1986 : Phantom (The Wraith) de Mike Marvin
- 1990 : Madhouse de Tom Ropelewski
- 1995 : Timemaster de James Glickenhaus
- 1997 : Los Locos de Jean-Marc Vallée
- 2006 : Cut Off de Gino Cabanas et Dick Fisher

#### Comme responsable du repérage des extérieurs
- 1967 : Le Justicier de l'Arizona (Return of the Gunfighter) de James Neilson
- 1969 : Au paradis à coups de revolver (Heaven with a Gun) de Lee H. Katzin
- 1970 : Attaque au Cheyenne Club (The Cheyenne Social Club) de Gene Kelly
- 1970 : Le Clan des Mac Masters (The McMasters) de Alf Kjellin
- 1970 : Un beau salaud (Dirty Dingus Magee) de Burt Kennedy
- 1972 : Billy le cave (Dirty Little Billy) de Stan Dragoti
- 1972 : Juge et hors-la-loi (The Life and Times of Judge Roy Bean) de John Huston
- 1980 : Tom Horn de William Wiard

### À la télévision

#### Comme acteur
- 1992 : L'Équipée du Poney Express (série télévisée, épisode Song of Isaiah)

#### Comme régisseur d'extérieurs
- 1971 : Bearcats! (série télévisée) (épisode pilote : Powderkeg)
- 1974 : Pray For The Wildcats
- 1974 : The Mark Of Zorro
- 1974 : The Red Badge of Courage
- 1976 : La Conquête de l'Ouest de Jim Byrnes (mini série)
- 1976 : Young Pioneers
- 1976 : Young Pioneers' Christmas
- 1977 : Tales Of The Nunundaga (ABC Weekend Specials)
- 1978 : The New Maverick (en) d'Hy Averback
- 1979 : Buffalo Soldiers de Vincent McEveety (téléfilm)
- 1979 : Young Maverick (série télévisée)
- 1980 : Pour l'amour du risque (épisode : Le Raid)
- 1980 : Kenny Rogers, le joueur
- 1980 : Terreur à Hadleyville
- 1982 : Le Chant du bourreau (The Executioner's Song) de Lawrence Schiller (téléfilm)
- 1983 : I Married Wyatt Earp de Michael O'Herlihy (téléfilm)
- 1988 : Le Dernier Western de Burt Kennedy
- 1989 : Billy the Kid de William A. Graham
- 1990 : Wheels of Terror
- 1996 : Panique sur le vol 285
- 2001 : Less (épisode : Texx Lexx)